# Kleine mara
De kleine mara (Dolichotis salinicola)  is een zoogdier uit de familie van de cavia-achtigen (Caviidae). De wetenschappelijke naam van de soort werd voor het eerst geldig gepubliceerd door Burmeister in 1876.